# The Story of Little Black Sambo
The Story of Little Black Sambo é um livro infantil britânico escrito e ilustrado pela autora escocesa Helen Bannerman e publicado por Grant Richards em outubro de 1899 como um de uma série de livros em formato pequeno chamados The Dumpy Books for Children. A história foi a favorita das crianças por mais de meio século.
Críticos da época observaram que Bannerman apresentou um dos primeiros heróis negros da literatura infantil e consideraram o livro como um retrato positivo de personagens negros, tanto no texto quanto nas imagens, especialmente em comparação aos livros mais negativos da época, que retratavam os negros como pessoas simples e incivilizadas.
Em meados do século XX, no entanto, a obra também se tornaria alvo de críticas por racismo, devido aos nomes dos personagens serem insultos raciais para pessoas de pele escura e por conta do estilo utilizado nas ilustrações nas primeiras edições da obra. Tanto o texto como as ilustrações passaram por revisões consideráveis desde a publicação original.

## Sinopse
Sambo é um garoto do sul da Índia que vive com seu pai e sua mãe, chamados "Black Jumbo" e "Black Mumbo", respectivamente. Enquanto caminha, Sambo encontra quatro tigres famintos e entrega suas novas roupas coloridas, sapatos e guarda-chuva para que eles não o comam. Os tigres são vaidosos e cada um acha que as roupas de Sambo são as melhores. Eles se perseguem em torno de uma árvore até que são reduzidos a uma poça de ghi (manteiga clarificada). Sambo então recupera suas roupas e recolhe a ghi, que sua mãe usa para fazer panquecas.

## Controvérsias

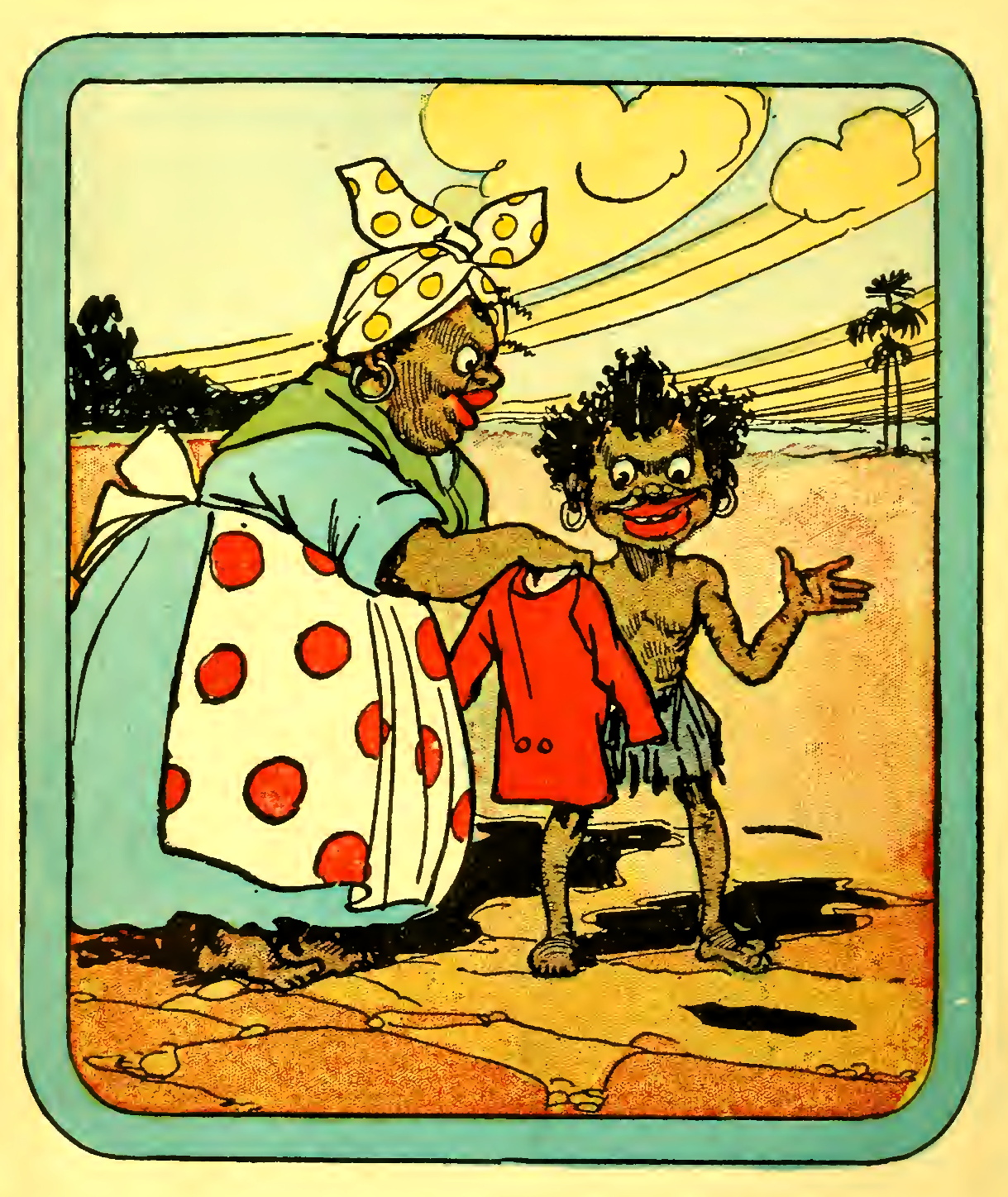
As ilustrações lançadas nas primeiras edições geraram controvérsias por racismo.

As ilustrações originais do livro foram feitas pelo autor e eram simples em estilo, o que era típico da maioria dos livros infantis. Elas retrataram Sambo como um indiano meridional ou tâmil. O livro tem semelhanças temáticas com The Jungle Book, de Rudyard Kipling, publicado em 1894, que tinha ilustrações muito mais sofisticadas. No entanto, o sucesso da Little Black Sambo levou a muitas versões falsas, baratas e amplamente disponíveis que incorporavam os estereótipos sobre pessoas negras. Por exemplo, em 1908, John R. Neill, mais conhecido por sua ilustração dos livros de Oz de L. Frank Baum, ilustrou uma edição da história de Bannerman. Em 1932, Langston Hughes criticou Little Black Sambo, visto que, apesar da história se passar na Índia, a obra tinha ilustrações típicas de livros "pickaninny" (um estilo racista criado nos Estados Unidos), que era prejudicial para crianças negras. Depois da controvérsia, gradualmente o livro desapareceu de listas de histórias recomendadas para crianças.
Em 1942, a Saalfield Publishing Company lançou uma versão do Little Black Sambo ilustrada por Ethel Hays. Em 1943, Julian Wehr criou uma versão animada. Em meados do século XX, no entanto, algumas edições estadunidenses da história, incluindo uma versão em áudio de 1950 da Peter Pan Records, mudaram o título para Little Brave Sambo, que era racialmente mais neutro.
O livro é amado no Japão e não é considerado controverso por lá, mas esteve sujeito a violação de direitos autorais. Little Black Sambo (ちびくろサンボ, Chibikuro Sanbo) foi publicado pela primeira vez no Japão pela Iwanami Shoten Publishing em 1953. O livro era uma versão não licenciada do original e continha desenhos de Frank Dobias que apareceram em uma edição estadunidense publicada pela Macmillan Publishers em 1927. Sambo foi ilustrado como um menino africano e não como um menino indiano. Embora não contenha as ilustrações originais de Bannerman, este livro foi muito confundido com a versão original no Japão. Ele vendeu mais de 1.000.000 de cópias antes de ser retirado das prateleiras em 1988, depois que questões de direitos autorais foram levantadas.
A descrição acima não corresponde a versão japonesa sobre o motivo pelo qual os livros foram cancelados. De acordo com esse relato, a Associação para Acabar com o Racismo Contra os Negros lançou uma queixa contra todas as principais editoras do Japão que publicaram variações da história, o que desencadeou a autocensura entre os editores. Em 2005, depois que os direitos autorais da edição de 1953 do livro, da Iwanami Shoten Publishing, expiraram, a Zuiunsya reimprimiu a versão original e vendeu mais de 150.000 cópias em cinco meses. A reimpressão causou críticas fora do Japão, como exposto pelo The Los Angeles Times.